# Manuel Álvarez (scultore)
Manuel Francisco Álvarez de la  Peña (Salamanca, 1727 – Madrid, 1797) è stato uno scultore spagnolo.
A Salamanca, sua città natale, fu allievo di Simón Gabilán Tomé e poi di Alejandro Carnicero, quindi si trasferì a Madrid, ove si formò presso l'Accademia di San Fernando avendo come maestro Felipe de Castro, scultore di corte, per incarico del quale eseguì il gruppo di Viterico e Walia, della serie di statue dei re di Spagna che dovevano ornare il nuovo Palazzo reale di Madrid. Il 22 marzo 1757 l'Accademia di San Fernando gli conferì il titolo di Accademico di merito e nel 1784 lo nominò suo direttore generale.

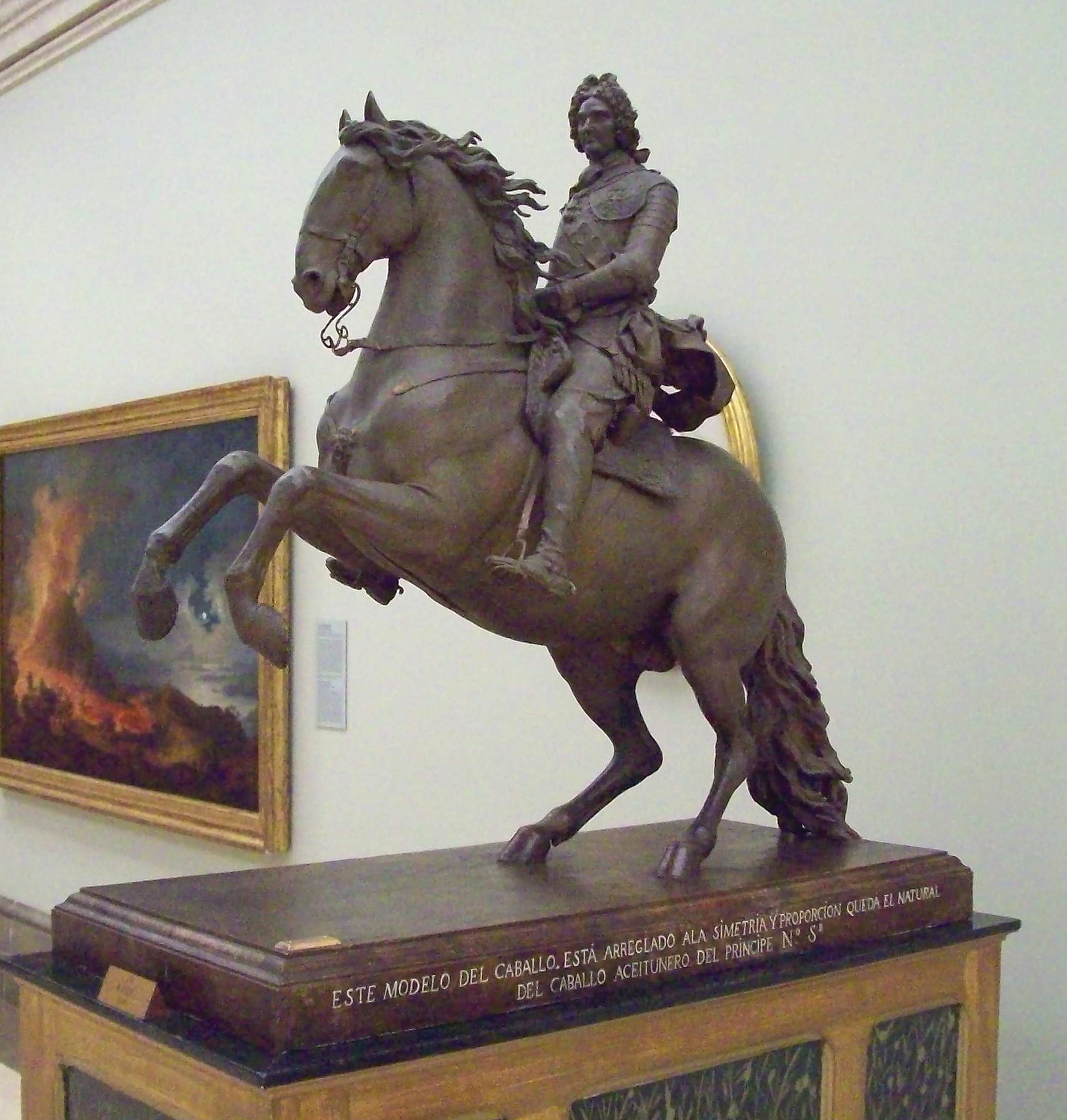
Monumento equestre in stucco a Filippo V di Spagna, opera di Manuel Álvarez del 1778 - Real Academia de Bellas Artes de San Fernando.

Gli furono commissionate le statue raffiguranti le quattro stagioni nel parco del Prado di Madrid.